# Stadsprijs Geraardsbergen 1960
De 29e editie van de Belgische wielerwedstrijd Stadsprijs Geraardsbergen werd verreden op 31 augustus 1960. De start en finish vonden plaats in Geraardsbergen. De winnaar was Roger De Coninck, gevolgd door Jef Planckaert en Henri Van Den Bossche.

## Uitslag
| Stadsprijs Geraardsbergen 1960 |                       |                 |      |
| Plaats                         | Naam                  | Ploeg           | Tijd |
| Winnaar                        | Roger De Coninck      | onafhankelijk   |      |
| 2                              | Jef Planckaert        | Wiel's-Flandria |      |
| 3                              | Henri Van Den Bossche | Groene Leeuw    |      |
| 4                              | Clément Roman         | Wiel's-Flandria |      |
| 5                              | Maurice Meuleman      | Wiel's-Flandria |      |
| 6                              | Léopold Rosseel       | Wiel's-Flandria |      |
| 7                              | Arnould Flécy         | Plume Sport     |      |
| 8                              | Lucien Vanderaerden   | onafhankelijk   |      |
| 9                              | Roger Baudechon       | Plume Sport     |      |
| 10                             | Emile De Ridder       | Plume Sport     |      |

1912 · 1913 · 1914–1926 · 1927 · 1928–1932 · 1933 · 1934 · 1935 · 1936 · 1937 · 1938 · 1939 · 1940 · 1941 · 1942 · 1943 · 1944 · 1945 · 1946 · 1947 · 1948 · 1949 · 1950 · 1951 · 1952 · 1953 · 1954 · 1955 · 1956 · 1957 · 1958 · 1959 · 1960 · 1961 · 1962 · 1963 · 1964 · 1965 · 1966 · 1967 · 1968 · 1969 · 1970 · 1971 · 1972 · 1973 · 1974 · 1975 · 1976 · 1977 · 1978 · 1979 · 1980 · 1981 · 1982 · 1983 · 1984 · 1985 · 1986 · 1987 · 1988 · 1989 · 1990 · 1991 · 1992 · 1993 · 1994 · 1995 · 1996 · 1997 · 1998 · 1999 · 2000 · 2001 · 2002 · 2003 · 2004 · 2005 · 2006 · 2007 · 2008 · 2009 · 2010 · 2011 · 2012 · 2013 · 2014 · 2015 · 2016 · 2017 · 2018 · 2019 · 2020 · 2021 · 2022